# Intel 4004
Intel 4004 är en 4-bitars-CPU tillverkad av företaget Intel. Den var världens första enchipsbaserade mikroprocessor, och även den första kommersiella. Processorn släpptes 15 november 1971 och producerades ursprungligen åt det japanska företaget Busicom som tillverkade miniräknare.

## Historia
Marcian "Ted" Hoff, som egentligen inte var någon IC-kretskonstruktör, definierade den grundläggande arkitekturen för MCS-4 1969, men han deltog inte i design- och utvecklingsarbetet. Den detaljerade designen och själva konstruktionsfasen påbörjades senare, i april 1970, när Federico Faggin, en italiensk fysiker, började vid Intel som projektledare och designer för MCS-4 familjen. Faggin var den förste som lyckades integrera en CPU på ett enskilt chip 1970–1971 och därmed skapade världens första mikroprocessor.
Intel lånade Faggin från Fairchild där han år 1968 hade utvecklat en konstruktions- och tillverkningsmetod med styrelektroder av polykristallint kisel istället för aluminium, en metod som gjorde mer kompakta kretsar möjliga och därmed banade vägen för en enkel CPU på en enda IC-krets redan 1970. Faggin hade även skapat den första kommersiella kretsen framtagen med denna teknik, en analog multiplexer med binär avkodning, Fairchild 3708, en teknik som kom att bli industristandard för mikroprocessorer fram till 2000-talet, medan den fortfarande används för andra IC-kretsar.
Vid Intel skapade Faggin en konstruktionsmetod för godtyckliga kombinatoriska och klockade sekventiella funktioner (inte bara regelbundna strukturer som minnen) uppbyggda med dessa MOS transistorer med kisel-styre och bidrog med många grundläggande idéer som gjorde det möjligt att skapa de första mikroprocessorerna. Masatoshi Shima, en mjukvaru- och logikdesigner från Busicom, utan någon tidigare erfarenhet av IC-kretsdesign, lärdes upp av Faggin och utvecklade det mesta av de detaljerade kretslösningarna i MCS-4. Shima arbetade senare tillsammans med honom på Zilog (grundat av Federico Faggin och Ralph Ungermann i slutet av 1974), det första företaget som uteslutande ägnade sig åt mikroprocessorer. Faggin och Shima utvecklade tillsammans mikroprocessorn Z80, som fortfarande produceras.
Intel 4004 bearbetade data i grupper om 4 bitar och dess instruktioner var 8 eller 16 bitar, inklusive eventuella operander. 4004 hade 16 stycken 4-bitars register, en fyra nivåers intern stack, och en uppsättning av 45 instruktioner. Processorn bestod av 2300 st integrerade PMOS-transistorer och var specificerad för en periodtid på minst 1340 ns, vilket ungefär motsvarar klockfrekvensen 740 kHz. Minst 8 sådana klockcykler krävdes för att exekvera en instruktion.
Ett antal kompletterande stödkretsar togs också fram, där de viktigaste var:
- 4001: Ett 256 bytes ROM (för programkod och konstanter) med inbyggd 4 bitars in/ut-port.
- 4002: RAM med fyra register om vardera 20 x 4 bitar (för BCD-kodad mantissa, tecken, och exponent) med inbyggd 4 bitars utport.
- 4003: Tio bitars parallellt skiftregister för scanning av tangenter, displayer, och tryckverk (för räknare med remsor) etc.

Intel 4004 ersattes i slutet av 1974 av Intel 4040, en vidareutveckling av processorn. Intel lade till 14 nya instruktioner, införde större stack, 8K programadressering, 8 ytterligare register, och möjlighet till avbrottshantering (interrupt). Chipfamiljen Intel 4040 kallas även MCS-40.